# 彩虹街道 (齐齐哈尔市)
彩虹街道是中国黑龙江省齐齐哈尔市龙沙区下辖的一个街道，地处龙沙区东部。